# 三浦翔平 It's 翔 time
三浦翔平 It's 翔 time（みうらしょうへい イッツ しょう タイム）はNACK5で放送されているラジオ番組。
パーソナリティは俳優、ファッションモデルの三浦翔平。

## 番組概要
俳優・モデルの三浦翔平が自身のプライベートや仕事のエピソード、世の中の出来事について語っていく番組。ゲストを招いてトークを交わすこともある。
2020年10月から岡山県のRSK山陽放送（RSKラジオ）へネットされている。

## スタッフ
- 構成：塩見昌矢[3]

## 放送時間・ネット局
2021年1月現在
| 放送対象地域 | 放送局                          | 系列     | 放送時間               | 放送期間        | 備考    |
| ------------ | ------------------------------- | -------- | ---------------------- | --------------- | ------- |
| 埼玉県       | エフエムナックファイブ（NACK5） | 独立局   | 毎週水曜 23:00 - 24:00 | 2016年4月6日 -  | 制作局  |
| 岡山県       | RSK山陽放送（RSKラジオ）        | JRN・NRN | 毎週火曜 21:30 - 22:00 | 2020年10月6日 - | 7日遅れ |